# Kira Kirillovna Romanova
Kira Kirillovna Romanova (Parigi, 9 maggio 1909 – Saint-Briac-sur-Mer, 8 settembre 1967) è stata la seconda figlia del Granduca Kirill Vladimirovič di Russia e della Granduchessa Vittoria Fëdorovna. Sposò il principe Luigi Ferdinando di Prussia.

## Rivoluzione russa
Kira, così chiamata in onore del padre, nacque a Parigi mentre i genitori erano in esilio, visto che il loro matrimonio non era stato approvato dallo zar Nicola II. Questo fu dovuto al fatto che la nonna materna (Marija Aleksandrovna Romanova) e il nonno paterno (Vladimir Aleksandrovič Romanov) di Kira erano fratelli, e la Chiesa ortodossa russa vietava il matrimonio tra due cugini. Inoltre la madre aveva divorziato dal primo marito, il granduca Ernesto Luigi d'Assia, fratello della zarina Alessandra. I genitori vennero in seguito riammessi in Russia e nuovamente introdotti nella cerchia imperiale.
A seguito della rivoluzione russa del 1917 la famiglia di Kira fuggì in Finlandia. Kira, che all'epoca aveva otto anni, ricordava che il permesso di fuggire fu concesso alla sua famiglia dal Governo Provvisorio Russo. Fu questa la prima occasione in cui essi viaggiarono su un treno pubblico. «Per la prima volta non c'erano bardature reali [...] cioè tappeti rossi, comfort speciali, ecc.».  In Finlandia, sua madre, già quarantenne, diede alla luce un altro figlio, Vladimir. La famiglia aspettò in Finlandia per più di un anno, sperando che l'Armata Bianca sconfiggesse i Bolscevichi e i Romanov potessero così far ritorno nella loro patria. «Come vorrei potervi rivedere», scrisse Kira, allora di nove anni, alla zia Maria, regina di Romania, nel maggio 1918. «Qui è abbastanza freddo benché dovrebbe essere estate. Boy [l'infante Vladimir] è così dolce. Quando è affamato e Nana sta preparando il suo pranzo, le lacrime semplicemente scorrono giù lungo le sue guance con fame». Kira si divertiva con lunghe passeggiate a raccogliere funghi nei boschi, e come premio andava al cinema il venerdì, ma menzionava anche che la famiglia stava per finire le scorte di zucchero. La madre scrisse ai suoi parenti in altre nazioni per chiedere cibo per lattanti da dare al piccolo Vladimir.

## Età adulta
La famiglia infine lasciò la Finlandia e si diresse inizialmente a Coburgo e in seguito a Saint-Briac-sur-Mer, in Francia. Kira nacque principessa Kira Kirillovna di Russia, ma il padre in seguito le concesse il titolo di granduchessa quando egli stesso si dichiarò Guardiano del Trono nel 1924.
Kira, dai capelli scuri, coraggiosa e franca, aveva un carattere tranquillo. Era intelligente, curiosa e interessata alle arti come la madre, con la quale lavorava nello studio di Saint-Briac. Kira, inoltre, faceva frequenti visite alle cugine delle varie corti europee e partecipava a numerosi ricevimenti nel Regno Unito.
Kira ebbe delle difficoltà a trovare un marito adatto a lei. Era interessata all'emofilico Alfonso di Spagna, principe delle Asturie, figlio di Alfonso XIII di Spagna, ma rimase delusa quando il Principe dimostrò maggiore interesse per una delle figlie del principe Nicola di Grecia. In seguito si innamorò del principe Costantino "Teddy" Soutzo, un aristocratico rumeno, ma suo cugino Carlo II di Romania rifiutò di acconsentire all'unione per ragioni politiche. Kira sposò infine Luigi Ferdinando di Prussia il 4 maggio 1938; egli lavorava con i movimenti clandestini che cercavano di rovesciare il Nazismo. Lui e la moglie crebbero una famiglia di quattro figli e tre figlie in un villaggio vicino a Brema. I loro figli furono:
- Federico Guglielmo di Prussia (n. 10 febbraio 1939 - 29 settembre 2015);
- Michele di Prussia (n. 22 marzo 1940);
- Maria Cecilia di Prussia (n. 28 maggio 1942);
- Kira di Prussia (27 giugno 1943 – 10 gennaio 2004);
- Luigi Ferdinando di Prussia (25 agosto 1944 – 11 luglio 1977);
- Cristiano Sigismondo di Prussia (n. 14 marzo 1946);
- Xenia di Prussia (9 dicembre 1949 – 18 gennaio 1992).[7]

Dopo la seconda guerra mondiale, Kira venne chiamata a testimoniare nel caso di Anna Anderson, la donna che affermava di essere la granduchessa Anastasia Nikolaevna di Russia. Kira incontrò brevemente la Anderson nel 1952 su richiesta della suocera, Cecilia, principessa della corona di Prussia, che credeva alle pretese di Anna. Kira, invece, non ci credeva: trovò la donna «repellente» e «non signorile» ed incapace di parlare l'inglese acculturato utilizzato nella sua famiglia. Kira aveva visto per l'ultima volta Anastasia quando era una bimba di sette anni. Di opinione diversa era lo zio di Kira, il granduca Andrei Vladimirovič di Russia, che era infatti convinto che la Anderson fosse realmente Anastasia, mentre i genitori di Kira non erano convinti delle pretese di Anna.
Negli ultimi anni della sua vita Kira si trovò ad essere in disaccordo con il figlio maggiore, Federico Guglielmo, il quale rinunciò ai suoi diritti di successione al titolo sposando una donna non nobile. Prestò inoltre poca attenzione alla sua salute, ingrassando e soffrendo di ipertensione dopo aver passato i cinquant'anni. Nel settembre 1967 si trovava in visita al fratello Vladimir a Saint-Briac ed era particolarmente contenta, mangiò abbondantemente e versò parecchi cucchiaini di zucchero nel suo caffè, commentando: «Dio mi proibisca di mangiare cose salutari!». Quella sera fu colta da un infarto e morì ben presto.

## Ascendenza
|                                           |                                   |                                                         | Genitori                                         |  |  | Nonni |  |  | Bisnonni                |  |  | Trisnonni          |  |
|                                           |                                   |                                                         |                                                  |  |  |       |  |  | Alessandro II di Russia |  |  | Nicola I di Russia |  |
|                                           |                                   |                                                         |                                                  |  |  |       |  |  | Alessandro II di Russia |  |  | Nicola I di Russia |  |
|                                           |                                   | Principessa Carlotta di Prussia                         |                                                  |  |  |       |  |  | Alessandro II di Russia |  |  |                    |  |
| Granduca Vladimir Aleksandrovič di Russia |                                   |                                                         |                                                  |  |  |       |  |  | Alessandro II di Russia |  |  |                    |  |
|                                           |                                   | Principessa Maria d'Assia e del Reno                    | Luigi II, Granduca d'Assia e del Reno            |  |  |       |  |  |                         |  |  |                    |  |
|                                           |                                   | Principessa Maria d'Assia e del Reno                    | Luigi II, Granduca d'Assia e del Reno            |  |  |       |  |  |                         |  |  |                    |  |
|                                           |                                   | Principessa Maria d'Assia e del Reno                    | Principessa Guglielmina di Baden                 |  |  |       |  |  |                         |  |  |                    |  |
| Kirill Vladimirovič, Granduca di Russia   |                                   | Principessa Maria d'Assia e del Reno                    |                                                  |  |  |       |  |  |                         |  |  |                    |  |
|                                           |                                   | Federico Francesco II, Granduca di Meclemburgo-Schwerin | Paolo Federico, Granduca di Meclemburgo-Schwerin |  |  |       |  |  |                         |  |  |                    |  |
|                                           |                                   | Federico Francesco II, Granduca di Meclemburgo-Schwerin | Paolo Federico, Granduca di Meclemburgo-Schwerin |  |  |       |  |  |                         |  |  |                    |  |
|                                           |                                   | Federico Francesco II, Granduca di Meclemburgo-Schwerin | Principessa Alessandrina di Prussia              |  |  |       |  |  |                         |  |  |                    |  |
| Duchessa Maria di Meclemburgo-Schwerin    |                                   | Federico Francesco II, Granduca di Meclemburgo-Schwerin |                                                  |  |  |       |  |  |                         |  |  |                    |  |
|                                           |                                   | Principessa Augusta Reuss di Köstritz                   | Principe Enrico LXIII Reuss di Köstritz          |  |  |       |  |  |                         |  |  |                    |  |
|                                           |                                   | Principessa Augusta Reuss di Köstritz                   | Principe Enrico LXIII Reuss di Köstritz          |  |  |       |  |  |                         |  |  |                    |  |
|                                           |                                   | Principessa Augusta Reuss di Köstritz                   | Contessa Eleonora di Stolberg-Wernigerode        |  |  |       |  |  |                         |  |  |                    |  |
| Kira Kirillovna Romanova                  |                                   | Principessa Augusta Reuss di Köstritz                   |                                                  |  |  |       |  |  |                         |  |  |                    |  |
|                                           | Alberto di Sassonia-Coburgo-Gotha | Ernesto I di Sassonia-Coburgo-Gotha                     |                                                  |  |  |       |  |  |                         |  |  |                    |  |
|                                           | Alberto di Sassonia-Coburgo-Gotha | Ernesto I di Sassonia-Coburgo-Gotha                     |                                                  |  |  |       |  |  |                         |  |  |                    |  |
|                                           | Alberto di Sassonia-Coburgo-Gotha | Luisa di Sassonia-Gotha-Altenburg                       |                                                  |  |  |       |  |  |                         |  |  |                    |  |
| Alfredo di Sassonia-Coburgo-Gotha         | Alberto di Sassonia-Coburgo-Gotha |                                                         |                                                  |  |  |       |  |  |                         |  |  |                    |  |
|                                           |                                   | Vittoria del Regno Unito                                | Edoardo Augusto di Hannover                      |  |  |       |  |  |                         |  |  |                    |  |
|                                           |                                   | Vittoria del Regno Unito                                | Edoardo Augusto di Hannover                      |  |  |       |  |  |                         |  |  |                    |  |
|                                           |                                   | Vittoria del Regno Unito                                | Vittoria di Sassonia-Coburgo-Saalfeld            |  |  |       |  |  |                         |  |  |                    |  |
| Vittoria Melita di Sassonia-Coburgo-Gotha |                                   | Vittoria del Regno Unito                                |                                                  |  |  |       |  |  |                         |  |  |                    |  |
|                                           |                                   | Alessandro II di Russia                                 | Nicola I di Russia                               |  |  |       |  |  |                         |  |  |                    |  |
|                                           |                                   | Alessandro II di Russia                                 | Nicola I di Russia                               |  |  |       |  |  |                         |  |  |                    |  |
|                                           |                                   | Alessandro II di Russia                                 | Carlotta di Prussia                              |  |  |       |  |  |                         |  |  |                    |  |
| Marija Aleksandrovna Romanova             |                                   | Alessandro II di Russia                                 |                                                  |  |  |       |  |  |                         |  |  |                    |  |
|                                           |                                   | Maria d'Assia-Darmstadt                                 | Luigi II d'Assia                                 |  |  |       |  |  |                         |  |  |                    |  |
|                                           |                                   | Maria d'Assia-Darmstadt                                 | Luigi II d'Assia                                 |  |  |       |  |  |                         |  |  |                    |  |
|                                           |                                   | Maria d'Assia-Darmstadt                                 | Guglielmina di Baden                             |  |  |       |  |  |                         |  |  |                    |  |
|                                           |                                   | Maria d'Assia-Darmstadt                                 |                                                  |  |  |       |  |  |                         |  |  |                    |  |